# Colette Renard
Pour les articles homonymes, voir Renard (homonymie).
Colette Renard est une chanteuse et comédienne française, née le 1er novembre 1924 à Ermont (alors en Seine-et-Oise) et morte le 6 octobre 2010 à Saint-Rémy-lès-Chevreuse (Yvelines).

## Biographie
Fille de Robert Raget, menuisier, et d'Henriette Craffe, couturière, Colette Lucie Raget naît au 98 bis rue de la Gare à Ermont (alors en Seine-et-Oise) ; elle passe son enfance dans cette commune jusqu'à ses études musicales.
Après des études de violoncelle, elle abandonne son projet de devenir musicienne à la suite d'une grave intervention chirurgicale et vit de petits emplois : « j'ai tricoté des pull-overs, emballé de la parfumerie, vendu des petits gâteaux et même posé pour des amis peintres. J'ai aussi travaillé chez une coiffeuse où j'ai fait des mises en plis ». Poussée par sa patronne coiffeuse, elle participe à un radio crochet et le gagne. Elle tente alors pendant deux ans de faire de la radio et des chansons, mais abandonne et apprend la sténodactylographie aux cours Pigier et entre comme secrétaire chez Raymond Legrand, où elle reprend la chanson ; elle l'épouse en troisièmes noces en 1960.
En 1956 elle reçoit le Grand Prix de Deauville et est alors remarquée par Alexandre Breffort qui cherche une interprète pour le rôle d'Irma, dans la comédie musicale Irma la douce, de Marguerite Monnot, qu'elle joue jusqu'en 1967. Elle passe plusieurs fois à l'Olympia, et à Bobino où elle partage la scène avec Georges Brassens en 1976.
Dans les années 1970 elle assure seule ses récitals en province, au volant de sa Citroën SM dans laquelle elle entasse tout son matériel : sono, séchoir à cheveux, boîte de maquillage, une valise dans laquelle sont pliées ses deux robes de scène… Elle ne passe que très peu à la télévision, car elle refuse de chanter en play-back.
En 1982, elle décroche deux disques d'or. Ses chansons ont eu de nombreux succès populaires. Colette Renard reste sans doute la dernière chanteuse inspirée par les réalistes d'après-guerre. Sa voix très expressive, son interprétation et sa diction la rendent reconnaissable au premier couplet. Elle enregistre aussi plusieurs albums de chansons érotiques, paillardes ou grivoises. La plus célèbre d'entre elles est sans conteste Les Nuits d'une demoiselle.
Elle a publié deux ouvrages autobiographiques : Raconte-moi ta chanson en 1998, et Ceux qui s'aiment : bloc-notes en 2006.
En 1997, à la demande de Patrick Campistron, directeur artistique de Reader's Digest, elle retrouve le chemin des studios après quinze ans d'absence et enregistre sept titres pour le coffret La Chanson du siècle (elle enregistre régulièrement pour ce label jusqu'en 2004). Elle revient sur le devant de la scène en 1998 avec un récital au théâtre de Dix-Heures en parallèle avec la sortie de ses mémoires chez Grasset. Puis, avec le concours de l'éditeur Pascal Maurice, elle enregistre en studio son dernier album en 2002, Ceux qui s'aiment, qu'elle présente la même année au théâtre Déjazet, à Paris, dans un récital du même nom qui est finalement son dernier.
Elle a joué dans quelques films, dont Un roi sans divertissement et IP5. À partir d'août 2004, dans Plus belle la vie, elle a incarné Rachel Lévy, grand-tante de Nathan Leserman et tante de Guillaume Leserman, avec qui elle a partagé beaucoup d'intrigues. C'était la doyenne des personnages du feuilleton télévisé de France 3. Elle vivait d'ailleurs à Marseille pour être au plus près des studios où sont tournés les épisodes. Elle se levait à 5 h et ne tournait que le matin, jusqu’à midi. Elle a quitté la série en septembre 2009. À l'époque, ce départ ne devait pas être définitif mais elle est morte brutalement, ce qui obligea les scénaristes à faire en sorte que le personnage de Rachel Lévy disparaisse de la série, où il est expliqué qu'elle vit désormais dans une maison de retraite en Martinique et qu'elle ne reviendra pas au Mistral. En mai 2018, on apprend que le personnage de Rachel est décédé et inhumé à Moscou.
Colette Renard a également été la marraine de l'association du Blé de l'Espérance dont le but est d'aider les enfants hospitalisés à mieux vivre. À cette occasion, plusieurs pièces de théâtre sont successivement jouées à Marseille en 2008. Colette Renard y participait.
Hospitalisée à la clinique de Saint-Rémy-lès-Chevreuse, elle meurt le 6 octobre 2010, à l'âge de 85 ans, des suites d'un cancer du cerveau (maladie diagnostiquée en 2006). Elle est inhumée au cimetière de Milon-la-Chapelle (Yvelines) aux côtés de Michel Wandler-Maurette (1924-2002), son dernier époux.

### Vie privée
Colette Renard s'est mariée quatre fois :
- Avec Jean Houssin (1945-1947)
- Avec Georges Chottin (1952-1955)
- Avec Raymond Legrand (1960-1969)
- Et avec Michel Wandler (20 septembre 1978-2002).

Dans les années 1960–1970, elle a avec Franck Fernandel une liaison qui fait beaucoup de bruit dans les médias.[réf. nécessaire]
Elle a une fille, Annabelle.[réf. nécessaire]

## Discographie

### Albums studio
- 1957 : Chante Paris (double 25 cm)
- 1958 : Chante la vieille France (25 cm)
- 1958 : Envoie la musique (25 cm)
- 1960 : Chansons gaillardes de la vieille France
- 1961 : Tête-à-tête avec Colette Renard
- 1961 : La chanson française (double 33 T 30 cm)
- 1963 : Chansons très libertines
- 1965 : Bon appétit...
- 1966 : Poèmes libertins du temps passé (triple 33 T 30 cm)
- 1966 : Poèmes libertins du temps présent
- 1967 : 1967 - La nouvelle Colette Renard
- 1968 : Irma la douce (double album de duos avec différents chanteurs dont Franck Fernandel)
- 1968 : La Chanson satirique de Charlemagne à Charles de Gaulle - 1re époque (double album)
- 1969 : Chansons polissonnes
- 1969 : Paris-Montmartre
- 1971 : Liverpool la nuit
- 1972 : Chansons galantes
- 1973 : Au clocher de mon cœur (double album)
- 1973 : Chansons érotiques du royaume de France
- 1975 : Depuis le temps que je chante que je t'aime
- 1978 : Une valse bleue
- 1979 : Il y a des jours comme ça
- 1983 : B.O.F. Un amour de femme
- 1986 : Fables d'aujourd'hui (textes récités, écrits par Lucien Baumann)
- 2002 : Ceux qui s'aiment

### Albums en public
- 1958 : À l'Olympia - 10 chansons nouvelles (25 cm)
- 1960 : À l'Olympia - Volume 8
- 1962 : À l'Olympia
- 1964 : Récital 65
- 1976 : À Bobino

### Compilations
- 1987 : Les grands succès (cd Vogue, 16 chansons)
- 1992 : 36 chansons gaillardes et libertines (double cd Vogue)
- 2001 : Colette Renard (Triple cd, Sélection du Reader's Digest, 72 chansons)
- 2008 : Colette Renard - Chansons coquines (double cd, Sélection du Reader's Digest, 38 chansons)
- 2009 : Colette Renard - Série "Etoiles de l'opérette" (Triple cd, Sélection du Reader's Digest, 60 titres de comédies musicales)

### 45 T EP
- 78 T Pacific 1998 : La Gorgonzola / Robinson Crusoë (1949)
- EP Festival FX 451148M : Les Filles du bucheron / À la belle étoile / Qu'elle est belle / Sous les pommiers (sortis sur deux 78 T en 1952, regroupés sur cet EP en 1958)
- EP Vogue EPL 7273 : Les Godasses / Ferme-là / Simonetta / L'âge atomique (Rock Around The Island) (1956)
- EP Vogue EPL 7293 : L'Arbre et l'Homme / Les jouets / L'homme et l'araignée / Mon île (1956)
- EP Vogue EPL 7300 : Chante les airs d'Irma la douce : Avec les anges / Irma la douce / Y'a qu'Paris pour ça / Ah ! dis donc (1956)
- EP Vogue EPL 7365 : Quand t'auras mangé ta soupe / L'homme en habit / Calypso mélodie / Où va-t-on se nicher ? (1957)
- EP Vogue EPL 7367 : Zon, zon, zon / Sa casquette / Sur le pont St Louis / C'est du soleil de t'embrasser (1957)
- EP Vogue EPL 7394 : Chante les succès du film Un roi à New York : Mandoline amoureuse / Toi l'amour / La complainte des cœurs purs / Sur les bords de Paris (1957)
- EP Vogue EPL 7438 : Croquemitoufle / Tais-toi Marseille / L'orphéon / À Paris, y'a tout ça (1958)
- EP Vogue EPL 7440 : Zon, zon, zon / Sa casquette / L'homme en habit / Où va-t-on se nicher ? (1958)
- EP Vogue EPL 7440 : Les chansons gaillardes de la vieille France : Les filles de La Rochelle / La femme du roulier / Sur la route de Louviers / Les trente brigands (1958)
- EP Vogue EPL 7510 : L'eau vive / Le bonheur / Envoie-la musique / Trois fois rien (1958)
- EP Vogue EPL 7544 : Ca, c'est d'la musique / L'enfant aux oranges / La Sainte-Flemme / C'est moi la java (1958)
- EP Vogue EPL 7565 : Le poète / Le soleil / Marie la bleue / La fleur des champs (1958)
- EP Vogue EPL 7568 : Noëls : Je n'ai pas eu de jouets / Serge et Nathalie / Drôle d'histoire / La Vierge à la crèche (1958)
- EP Vogue EPL 7576 : Le cheval de bois / La débine / Les chagrins d'amour / Faux-pas (1959)
- EP Vogue EPL 7580 : Trois jeunes Tambours / En passant dans la Lorraine / Auprès de ma Blonde / V'la le bon Vent (1958)
- EP Vogue EPL 7625 : L'Opéra de quat'sous : Le chant des canons / La fiancée du pirate / La complainte de Mackie / La chanson de Barbara (1959)
- EP Vogue EPL 7637 : Mon homme est un guignol / Y veut de la java / Emmène-moi / Les regrets de jeunesse (1959)
- EP Vogue EPL 7638 : Chansons de films : Comment voulez-vous ? / Business / La complainte de Gaud / Bal de nuit (1959)
- EP Vogue EPL 7652 : Les chefs-d'œuvre de la chanson française : Colette Renard chante la vieille France : À la claire fontaine / Le retour du marin / Va mon ami va / Aux marches du palais (1959)
- EP Vogue EPL 7658 : Chansons gaillardes de la vieille France : La puce / Le doigt gelé / En revenant du Piémont / Au clair de la lune (1959)
- EP Vogue EPL 7664 : C'est d'la musique / Tais-toi Marseille / L'orphéon / Marie la bleue (1959)
- EP Vogue EPL 7700 : Mes copains / T'as misé dans le mille / Qu'est-ce que t'as pu me faire / Le pauvre chien (1959)
- EP Vogue EPL 7726 : Petite annonce sentimentale / Les musiciens / Toi, l'inconnu / Le vendeur de roses (1960)
- EP Vogue EPL 7730 : Mon homme est un guignol / Je n'ai pas eu de jouets / Emmène-moi / Le bonheur (1960)
- EP Vogue EPL 7775 : La taxi girl / Ma rengaine / Je m'appelle Daysie / Des histoires (1960)
- EP Vogue EPL 7806 : 4,95 la charlotte / On cultive l'amour / T'es le roi / Rue du croissant (1961)
- EP Vogue EPL 7823 : La fille et le soldat / Comme un cygne blanc / La chanson pauvre / Paris a le cœur tendre (1961)
- EP Vogue EPL 7865 : Les p'tits français / Ma chanson lonla-lonlaine / Suis-moi t'en auras / Hôtel du nord (1961)
- EP Vogue EPL 7874 : La Marie du port / Les enfants de Paris / Quand sonneront les cloches / Ca m'chavire (1961)
- EP Vogue EPL 7929 : Charmante nature / Des souv'nirs, des souv'nirs / Ah ! Donnez m'en de la chanson / Bilissi (1962)
- EP Vogue EPL 8061 : Voir Naples et mourir / Professionnellement / Le grand partage / La samba des parisiennes (1962)
- EP Vogue EPL 7931 : Le marin et la rose / Sacré bistrot / Ils jouent de la trompette / C'est la vie (1962)
- EP Vogue EPL 8074 : Hardi Paname (version 45 t) / Sur leur visage / J't'aimerai pas plus / Heureusement (1963)
- 45 t Vogue  V.45.1076 : Le retour des héros / Alors, c'est pour quand ? (1963)
- EP Vogue EPL 8141 : La Foraine / Ils voulaient voir la mer / Les nuits d'une demoiselle [version soft expurgée] (1963)
- EP Vogue EPL 8183 : Mon père et ma mère / La dernière petit note / Le truc / Chez Marie la vieille (1963)
- EP Vogue EPL 8295 : Le plumard / Assieds-toi donc sur ta valise / Le rencard / Elle ou moi (1964)
- EP Vogue EPL 8332 : Ah ! Le petit vin blanc / Le chaland qui passe / Refrain des chevaux de bois / Ici l'on pèche (1965)
- EP Vogue EPL 8375 : Alfred Hitchcock / Mossieu Boby / Gibraltar story / La goélette et le capitaine (1965)
- EP Vogue EPL 8590 : Irma La Douce / Avec les Anges / Ah! Dis donc / Va qu'Paris pour ca (1967)
- EP CBS 5676 : Chante Jehanne Vérité : Un petit oiseau de Lorraine / Les chalands / Toutes les larmes / Les moutons (1966)
- EP Decca 461.113M : Un piano / L'amour et les marées / Marie scandale (1967)
- EP Decca 461.131M : Les maisons blanches / Je l'aime lui / Reste / Un garçon (1967)
- 45 t Decca 79.528 : Un air pour rien / Y a du soleil dans ma chambre (1968)
- 45 t Decca 23.812 : Je l'ai vécu 100 fois / Marine (1968)
- 45 t Decca 23.813 : L'araignée / Ne riez pas de la bergère (1968)
- 45 t Decca 23.814 : La Romance de Paris / La rue de notre amour (1968)
- 45 t Emi/Pathé C006-11437 : Lili Vertu / Changer de vie (1971)
- 45 t Vogue V.45.4138 : Chante Cabaret : Willkommen, Bienvenue... / Cabaret (1972)
- EP Vogue 45.V.4211 : Les chansons de la comédie "Folle Amanda" : Mon Polo / Mon cœur attend qui ? / Que c'est bon d'être amoureuse / C'est beau la vie (1973)
- 45 t Vogue 14098 : B.O.F de Jean-François Davy Prostitution (1975), 1 titre : Demain (1976)
- 45 t Sonopresse 40289 : Mirlitons / Je suis marionnette (1978)
- 45 t Carrère 13.137 : Chante Vichy Dancing : Amoureuse / Nostalgies (1983)

### Quelques chansons
- 1956 : Ah ! Dis donc, dis donc (Paroles d'Alexandre Breffort, musique : Marguerite Monnot)
- 1957 : Zon… zon… zon… (Paroles de Maurice Vidalin, musique de Jacques Datin)
- 1958 : Tais-toi Marseille (Paroles de Maurice Vidalin, musique de Jacques Datin)
- 1958 : Ça, c'est d'la musique (Paroles de Michel Rivgauche, musique de Norbert Glanzberg)
- 1958 : Sa casquette (Paroles de Fernand Bonifay, musique de Guy Magenta)
- 1959 : Mon homme est un guignol (paroles et musique de Jil et Jan)
- 1960 : Des histoires (Paroles de Michel Vaucaire, musique de Charles Dumont)
- 1961 : Chanson tendre (Paroles de Francis Carco, musique de Jacques Larmanjat)
- 1962 : Le marin et la rose (paroles et musique de Huard Pingault)
- 1963 : Les Nuits d'une demoiselle
- 1967 : Une odeur de dimanche (Paroles de Henri Bassis, musique de Gaby Verlor)
- 1975 : Lui (Un homme, c'est un drôle) (Paroles de Michel Maurette, musique de Gaby Verlor)
- 1979 : Les Lignes de ma vie
- 1979 : Hamac-Oman (Paroles de J. Baudoin, musique de Gaby Verlor)
- 2002 : Ceux qui s'aiment (Paroles de Colette Renard, Musique de François Rauber, dans l'album homonyme)
- 2002 : Ils ne savent pas (Paroles de Robert Nyel, musique de Gaby Verlor)

## Filmographie

### Cinéma
- 1958 : Le Dos au mur de Édouard Molinaro : Josianne Mauvin
- 1960 : Business de Maurice Boutel : Léa
- 1963 : Un roi sans divertissement de François Leterrier : Clara
- 1965 : Les Pieds dans le plâtre de Jacques Fabbri et Pierre Lary : Irène
- 1970 : Clodo de Georges Clair : Mme Olga
- 1992 : IP5 : L'Ile aux pachydermes de Jean-Jacques Beineix : Clarisse / Monique

### Télévision
- 1964 : Pierrots des Alouettes, comédie musicale télévisée d'Henri Spade : Martine
- 1972 : Les Dossiers de Me Robineau: Les cagnards, téléfilm  de Jean-Marie Coldefy : Gina
- 1973 : La Vie rêvée de Vincent Scotto, téléfilm de Jean-Christophe Averty : Fréhel
- 1973 : Un grand amour de Balzac - mini série de 7 épisodes : Louise Brignol
- 1980 : La Chanson de Tiber, téléfilm de Jacques Samyn : Tiber Renarde
- 1982 : Mon petit âne, ma mère, téléfilm de Pierre Viallet : La mère
- 1983 : Vichy dancing, téléfilm de Léonard Keigel : Véra Valmont
- 1986 : Cinéma 16 - téléfilm : Noël au Congo de Patrick Gandrey-Réty : Mme Martel
- 1999 : Justice - épisode : Blessure d'enfance de Gérard Marx (série télévisée) : Olga
- 2003 : Maigret - épisode 42 : Maigret et la princesse  de Laurent Heynemann (série télévisée) : Jacqueline Larrieux dite « Jacotte »
- 2004 : Docteur Dassin, généraliste - épisode  - Docteur Dassin, généraliste de Stéphane Kurc (série télévisée) : Mme Barry
- 2005 : Le Triporteur de Belleville, téléfilm de Stéphane Kurc : Mme Belvèze
- 2004-2009 : Plus belle la vie (série télévisée) - 399 épisodes : Rachel Lévy

## Théâtre
- 1956 : Irma la Douce d'Alexandre Breffort et Marguerite Monnot, mise en scène René Dupuy, Théâtre Gramont
- 1966 :  Jehanne Vérité, spectacle épique et musical en 2 actes et 13 tableaux de Raymond Legrand, mise en scène Louis Daquin, Cirque de Montmartre, Paris, décembre 1966
- 1974 : La Tour de Nesle d'Alec Pierre Quince d'après Alexandre Dumas, mise en scène Archibald Panmach, Théâtre de la Porte-Saint-Martin
- 1978 : Nous ne connaissons pas la même personne de François-Marie Banier, mise en scène Pierre Boutron, Théâtre Édouard VII
- 1982 : Un amour de femme, chansons Michel Rivgauche, musique Gérard Calvi, livret et mise en scène Jean Meyer, Théâtre des Célestins
- 2008 : Les Intermèdes, mise en scène Richard Guedj (en faveur du Blé de l'Espérance)
- 2008 : La Vilaine indifférente, mise en scène Richard Guedj (en faveur du Blé de l'Espérance)

## Publications
- Colette Renard, Raconte-moi ta chanson, Paris, Grasset (supervisé par François Bagnaud), 1998, 334 p. (ISBN 2-246-57411-0)[9]
- Colette Renard, Ceux qui s'aiment : bloc-notes 1956-2006, Paris/Montréal, Pascal Maurice éditeur, Paris et Montréal, 2006, 64 p. (ISBN 978-2-908681-18-5)

## Distinctions

### Décorations
- Chevalier de la Légion d'honneur
- Officier de l'ordre des Arts et des Lettres

### Récompenses
- Grand prix de l'Académie Charles-Cros pour L'Arbre et l'Homme[10]  ∫ (EP 45 Disque Vogue - EPL 7293).

- Coq de la chanson française 1958 pour le titre Envoie la musique[11]
- Grand prix du président de la République,
- Grand prix international du disque,
- Médaille de vermeil de la Ville de Paris.